# Бернгард Фехтель
Бернгард Фехтель (нім. Bernhard Vechtel; 31 липня 1920, Варендорф — 21 серпня 1975, Шпаєр) — німецький льотчик-ас винищувальної авіації, оберлейтенант люфтваффе (1945). Кавалер Лицарського хреста Залізного хреста.

## Біографія
Після закінчення льотної школи направлений в 10-у ескадрилью 51-ї винищувальної ескадри «Мьольдерс». Учасник Німецько-радянської війни.
Всього за час бойових дій здійснив 860 бойових вильотів і збив 108 радянських літаків.

## Нагороди
- Нагрудний знак пілота
- Залізний хрест 2-го і 1-го класу
- Німецький хрест в золоті (28 січня 1944)
- Почесний Кубок Люфтваффе (3 квітня 1944)
- Лицарський хрест Залізного хреста (27 липня 1944) — за 93 перемоги.
- Авіаційна планка винищувача в золоті з підвіскою «800»